# Nicolaus II Bernoulli
Nicolaus II Bernoulli, cunoscut și ca Niklaus Bernoulli sau Nikolaus Bernoulli, (n. 6 februarie 1695 la Basel - d. 31 iulie 1726 la Sankt Petersburg) a fost un matematician elvețian.
Membru al familiei Bernoulli, a fost fiul lui Johann Bernoulli și fratele lui Daniel Bernoulli.
A dovedit încă din tinerețe aptitudini pentru matematică.
În 1708 începe studiile la Universitatea din Basel.
În 1715 își încheie studiile de jurisprudență, ca în anul următor să intre ca profesor particular la Veneția.
În 1719 preia Catedra de Matematică de la Universitatea din Padova.
A fost prieten și coleg cu Leonhard Euler.
A fost profesor de matematică la Academia din Sankt Petersburg.
În 1720 publică studiile sale referitoare la reciprocitatea traiectoriilor ortogonale.
În 1724 a reușit să rezolve ecuația Riccati.
A colaborat la Acta Eruditorum și la Buletinul Academiei din Sankt Petersburg.